# Pesciarzos
Die beiden Domus de Janas (Felsengräber) von Pesciarzos liegen in einer steilen Felswand an einer Stichstraße, unweit der Strada Statale della Nurra SS291, nördlich des Flughafens Alghero östlich von Santa Maria La Palma in der Metropolitanstadt Sassari auf Sardinien.
Pesciarzos ist eines von etwa 50 prähistorischen sardischen Beispielen (z. B. Molafa, Sa Figu, Sos Furrighesos) eines Felsgrabes mit einer in Fels gehauenen Portalstele, (italienisch Domus a prospetto architettonico) wie sie auf der Insel ansonsten für Gigantengräber typisch ist. Orthostatengräber (eigentlich Orthostaten imitierende Gräber) sind in den Kalksteingebieten des Logudoro häufig: Campu Luntanu, Sa Rocca und Su Lampu, Su Carralzu (bei Florinas), Mesu ’e Montes oder Sas Puntas.

Domus de Janas von Pesciarzos
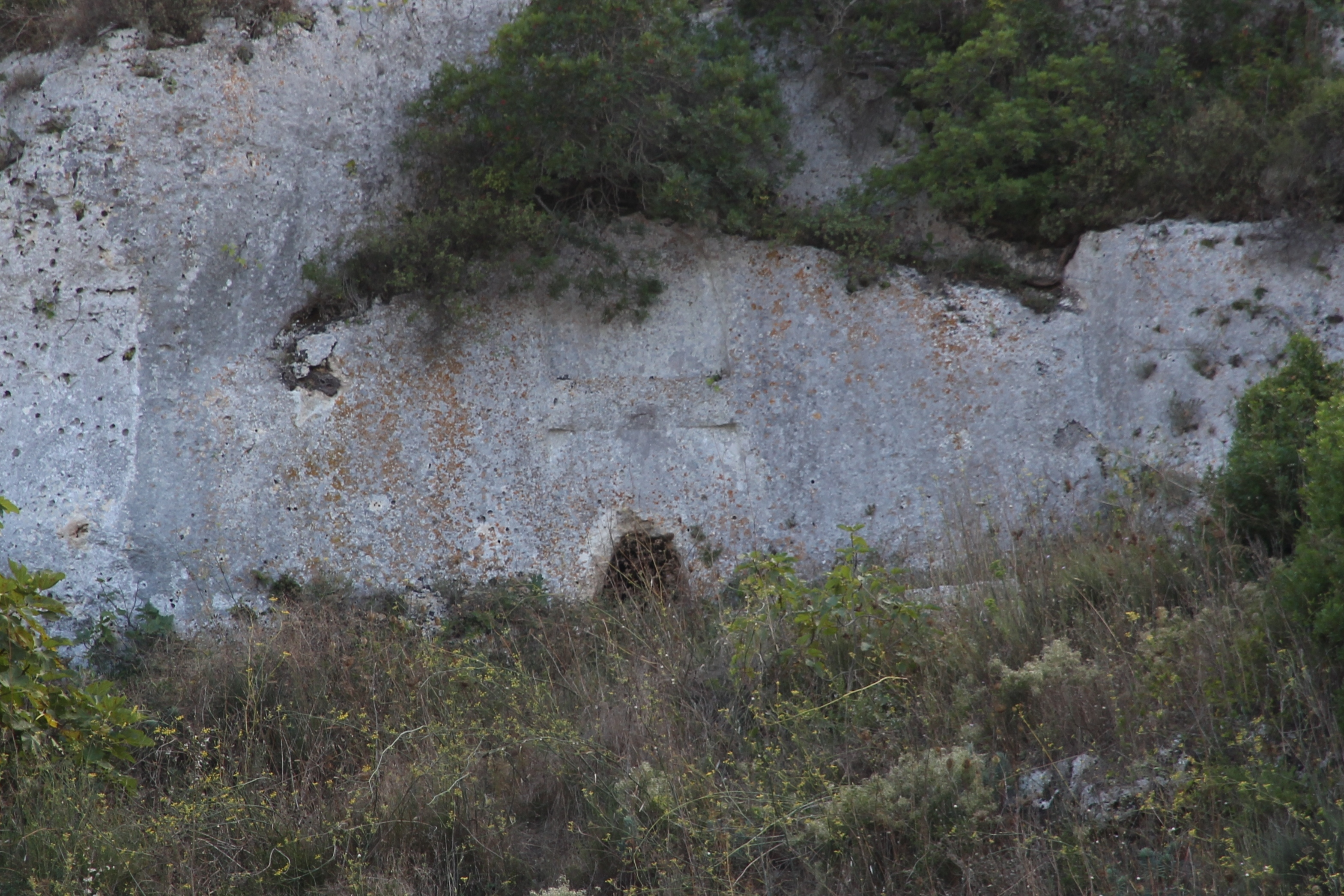
In der Bildmitte, am Boden der Zugang zum Felsgrab
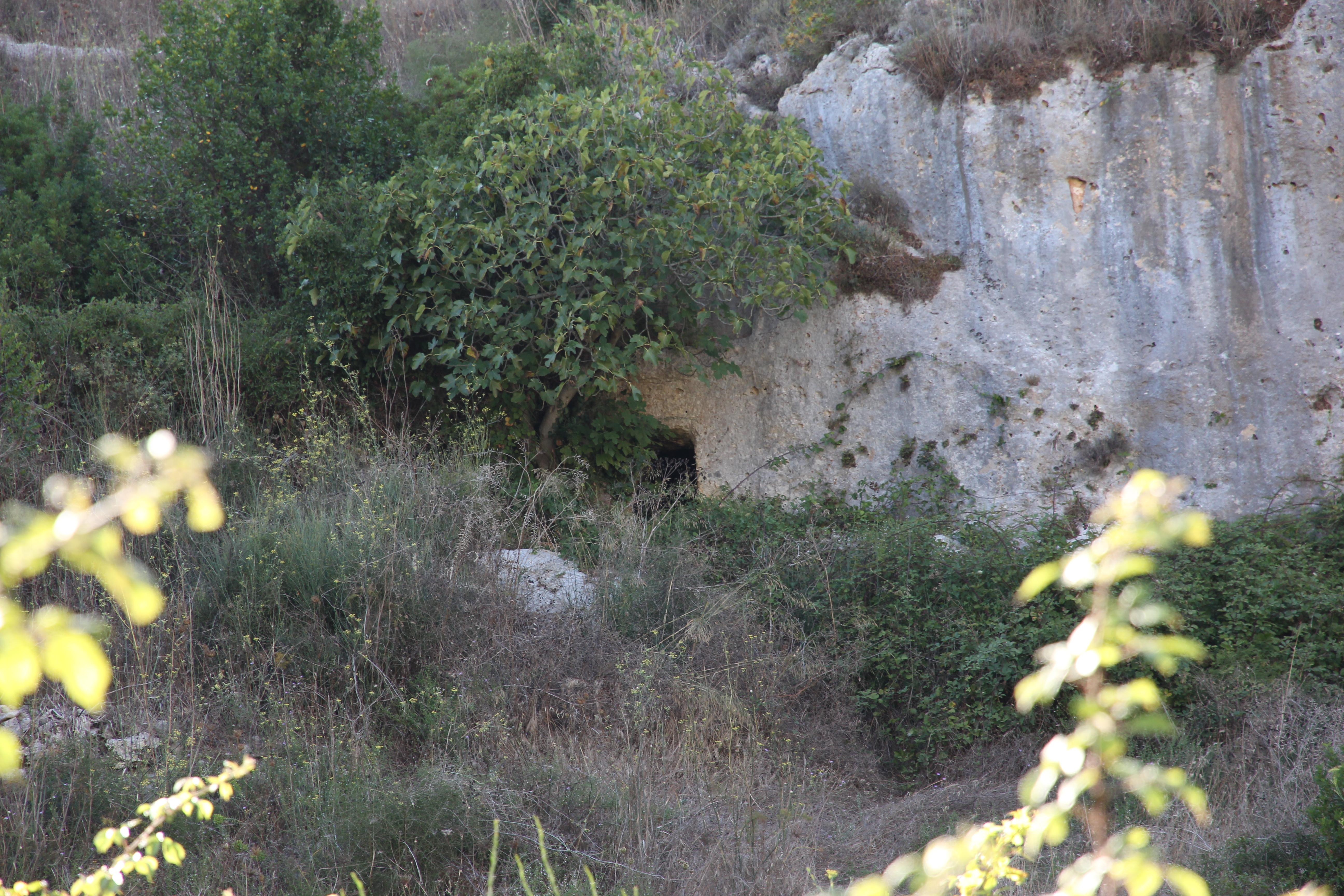
Am Boden, neben dem Baum der Zugang zum Felsgrab

In der Nähe liegt die Nekropole von S’Elighe Entosu.